# 三浦敦子
三浦 敦子（みうら あつこ、1978年6月7日 - ）は、日本の元ヌードモデル、元女優。旧芸名、村上 敦子、村上 あつ子（むらかみ あつこ）。栃木県出身。クラリスエンターテイメントに所属していた。

## 略歴・人物
『非婚家族』『美女か野獣』等のテレビドラマへの出演や『王様のブランチ』『ポップジャム』等のアシスタント、さらにCMやKAWASAKI KAZEギャル、シンガポール航空「魅惑のアジアンコレクション」キャンペーンガール等を務めた。
2003年、ファースト写真集『TRIP EX. Hot Essence』（河野英喜撮影）でヘアヌードを披露。その後は雑誌や写真集等でのヘアヌードが活動の中心となる。2006年にインターネット上でAVデビュー説が持ち上がると、即座に本人がブログで否定している。
趣味は、スキューバーダイビング、足裏マッサージ。
2008年4月1日、自身のブログで結婚と引退を発表。

## 出演

### テレビドラマ
- 非婚家族（2001年）
- 美女か野獣（2003年）
- 森村誠一サスペンス 唄（2005年）

### その他のテレビ番組
- 王様のブランチ
- ポップジャム
- Neo Happy系教育テレビ

### 映画・Vシネマ
- 発禁本 カストリキネマ／四畳半襖の下張（2002年、梶田征則監督作品）
- ミラーを拭く男（2004年、梶田征則監督作品）
- 下弦の月〜ラスト・クォーター（2004年、二階健監督作品） - 看護婦 役
- 渋谷物語（2005年、梶間俊一監督作品）
- 鳶がクルリと（2005年、薗田賢次監督作品）
- 甲州プリズン -刑務所-（2005年、辻裕之監督作品）全2作 - 勘咲組長の娘 役
- 若妻探偵 ワイルドハニー（2005年、井上真介監督作品） - 主演・あかね 役
- LOVEHOTELS（2006年、村松亮太郎監督作品） - 主演・サチ 役
- 実録・四国やくざ戦争　血戦　松山抗争 シリーズ（2006年、石田和監督作品）
- ITバブルと寝た女たち（2007年、佐藤太監督作品）
- Zero WOMAN R 警視庁0課の女/欲望の代償（2007年、藤原健一監督作品） - 主演・レイ 役
- ダーク・ラブ 〜Rape〜（2008年、松村克弥監督作品）

### ミュージック・ビデオ
- スガシカオ「19才」（2006年4月26日）
- 音速ライン「真昼の月」（2007年3月21日）

## 作品

### DVD
- SANCTUARY（2004年12月、竹書房）
- 私らしく…。（2005年12月、竹書房）
- Mermaid 〜Making of SKIN〜（2006年5月、アートポート）映画『LOVEHOTELS』関連
- KENGAI ケンガイ（2006年9月、竹書房）

## 書籍

### 写真集
- TRIP EX. Hot Essence（2003年9月、彩文館出版、撮影：河野英喜）ISBN 978-4775600191
- SANCTUARY（2004年11月26日、竹書房、撮影：HidekiKono）ISBN 978-4812419076
- INBI（2005年2月26日、竹書房、撮影：HidekiKono）ISBN 978-4812420140
- ATSUKO MIURA/HAJIME SAWATARI（2005年10月1日、バウハウス、撮影：沢渡朔）ISBN 978-4778803230
- 三浦敦子(人気女優シリーズJAM 1)（2006年6月、メディア・クライス、撮影：梶山真人）ISBN 978-4778806446
- KENGAI ケンガイ（2006年7月、竹書房、撮影：NagayaKazushige）ISBN 978-4812428054